# Madelene Sandström
Madelene Sandström, född 8 november 1961 i Tidaholm, är en svensk ekonom och ämbetsman.
Madelene Sandström växte upp i Västergötland, utbildade sig vid högskolorna i Växjö och Jönköping och blev 1982 civilekonom. Hon studerade därefter vidare vid Uppsala universitet, och blev sedan doktorand där 1985. År 1990 avlade hon licentiatexamen i företagsekonomi med inriktning på internationell industriell marknadsföring.
Madelene Sandström arbetade 1990-99 vid Försvarets forskningsanstalt, framför allt med försvarsindustriella frågeställningar. Hon var 1999-2000 kanslichef vid Medicinska forskningsrådet och mellan januari 2001 och september 2003 vice generaldirektör för VINNOVA. Mellan september 2003 och mars 2009 var hon generaldirektör för Totalförsvarets forskningsinstitut,där hon genomförde en av myndighetens största omstruktureringar och vidgade inriktningen mot samhällets säkerhet på europeisk nivå. Från 2009 till 2018 var hon verkställande direktör för Stiftelsen för kunskaps- och kompetensutveckling (KK-stiftelsen). Även här har hon omstrukturerat verksamheten och fokuserat den tydligare mot att finansiera forskning på landets 17 nya universitet och högskolor, under förutsättning att näringslivet bidrar med lika mycket. 
Hon hamnade i medias strålkastarljus när hon 2011 använde 103 745 kronor av statliga medel avsedda för forskning till sin 50-årsfest.
I mars 2008 presenterade hon sin utredning ”Utvärdering av myndighetsorganisation för forskningsfinansiering” (Direktiv 2007:102), där hon föreslog en ny forsknings- och innovationsmyndighet, med motivet att samhället måste få ut mer av pengarna som satsas på forskningen. 
Madelene Sandström var sekreterare i organisationskommittén för de nya forskningsfinansiärerna aug 2000 – jan 2001, som ledde till att fem forskningsråd blev Vetenskapsrådet. Hon var även ordförande i IVA:s Avdelning XI Forskning och utbildning 2008 – 2011. Sedan 2012 är hon ordförande i Swedish National Infrastructure for Computing (SNIC), som samlar kvalificerad tillgång till beräkningskapacitet för svensk forskning. Hon var tidigare ordförande i fem år för den nationella satsningen på forsknings-infrastruktur KFI (RFI). 
Madelene Sandström är gift med professorn i företagsekonomi Hans Hasselbladh.